# 伊麗莎白敦 (紐約州)
伊麗莎白敦（英語：Elizabethtown）是一個位於美國紐約州艾塞克斯縣的鎮。

## 人口
根據2020年美國人口普查的數據，伊麗莎白敦的面積為215.25平方千米，當中陸地面積為211.43平方千米，而水域面積為3.82平方千米。當地共有人口1203人，而人口密度為每平方千米6人。